# Ramón Foguet y Domingo
Ramón Foguet y Domingo (Tortosa, 20 de septiembre de 1834-Masnou, 29 de octubre de 1894) fue un abogado y político tradicionalista español.

## Biografía
Hizo sus primeros estudios y los de segunda enseñanza en el Instituto creado el año 1848 en el Seminario. Después cursó Leyes en la Universidad de Barcelona, obteniendo en Madrid el doctorado en la misma Facultad.
Se estableció luego en Tortosa, donde ejerció la abogacía y adquirió fama como criminalista. Destacó en la defensa de un parricida de Ulldecona en 1867, a quien salvó de la pena de muerte. En el mismo año colaboró en el periódico El País.
En 1868 se le confirió el cargo de director del Instituto local, que lo desempeñó durante los últimos meses del reinado de Isabel II. Tras el advenimiento de la revolución septembrina de aquel mismo año, tomó en Tortosa la jefatura del partido carlista y presidió el Comité. También fue redactor e inspirador del periódico La Voz de la Patria.
Se distinguió como orador elocuente. Entre otros discursos, destacó uno que pronunció ante más de cuatro mil oyentes en 1870 en la explanada de Cuarteles.
Fue diputado provincial, y candidato a Cortes en 1871 por Roquetas, luchando con el ministerial Joaquín Piñol. No obstante, fue derrotado, según el Heraldo de Tortosa, «merced a las coacciones, pucherazos y demás ilegalidades muy corrientes en aquellos tiempos». 
Publicó una edición llamada Libre de les Costums generals scrites de la insigne ciutat de Tortosa, a doble texto, traducida después al castellano, obra que comenzó con importantes referencias y anotaciones y que continuó, completó y concluyó su sobrino José Foguet y Marsal cotejando las variantes de la Compilación oficial manuscrita y un Apéndice. Publicó asimismo una obra titulada Derecho catalán, de mucho mérito.
Al producirse la ruptura de Ramón Nocedal con Carlos de Borbón, se adhirió al integrismo.
Como abogado obtuvo muchos triunfos por sus defensas. Uno de los juicios más destacados en que participó fue en la defensa de uno de los reos de muerte en una causa de Gandesa que se hizo célebre y llamó tanto la atención en toda España, que en el día de la vista, en la Audiencia de Tortosa acudieron un gran número de letrados, corresponsales de periódicos y diversidad de gentes de los pueblos del distrito. El Heraldo de Tortosa describió así su defensa:

En esta defensa el Sr. Foguet reveló su talento jurídico, su fácil palabra, su fundamentada argumentación y aquella vibrante oratoria que merecieron plácemes unánimes y calurosas felicitaciones por parte de los Magistrados y Jurados que formaban el Tribunal.

Decaída su salud a causa de sinsabores y amarguras y con la esperanza de encontrar mejoría a la hemorragia pulmonar de que se vio acometido, se trasladó a Masnou, donde falleció en el año 1894. Estuvo casado con la masnouense Josefa Millet (†1889).

## Obras
- Concilios de Toledo: Cortes antiguas y Cortes modernas Discurso leído ante el claustro de la Universidad Central (Madrid, 1865)
- Derecho Catalán. Instituciones civiles de Tortosa (Barcelona, 1892)
- Libre de les Costums generals scrites de la insigne ciutat de Tortosa (Tortosa, 1912)